# Ulf Grenander
Ulf Grenander, född 23 juli 1923 i Västervik, död 12 maj 2016 i Providence i Rhode Island, var en svensk statistiker och matematiker.
Grenander, som var son till Sven Grenander, inledde sina studier vid Uppsala universitet där han blev filosofie kandidat 1946. Han genomgick därefter forskarutbildning vid Stockholms högskola, där han blev filosofie licentiat 1948 och disputerade 1950, med Harald Cramér som handledare. Han var 1950-1951 verksam som docent vid Stockholms högskola, 1951-1952 vid University of Chicago, 1952-1953   vid University of California-Berkeley, vid Stockholms högskola 1953-1957, vid Brown University 1957-1958 och 1958-1966 åter vid Stockholms universitet, där han 1959 efterträdde Harald Cramér som professor i försäkringsmatematik och matematisk statistik.   Från 1966 till sin pensionering var han L. Herbert Ballou University Professor vid Brown University. 1969-1974 var han även professor i tillämpad matematik vid Kungliga Tekniska högskolan.

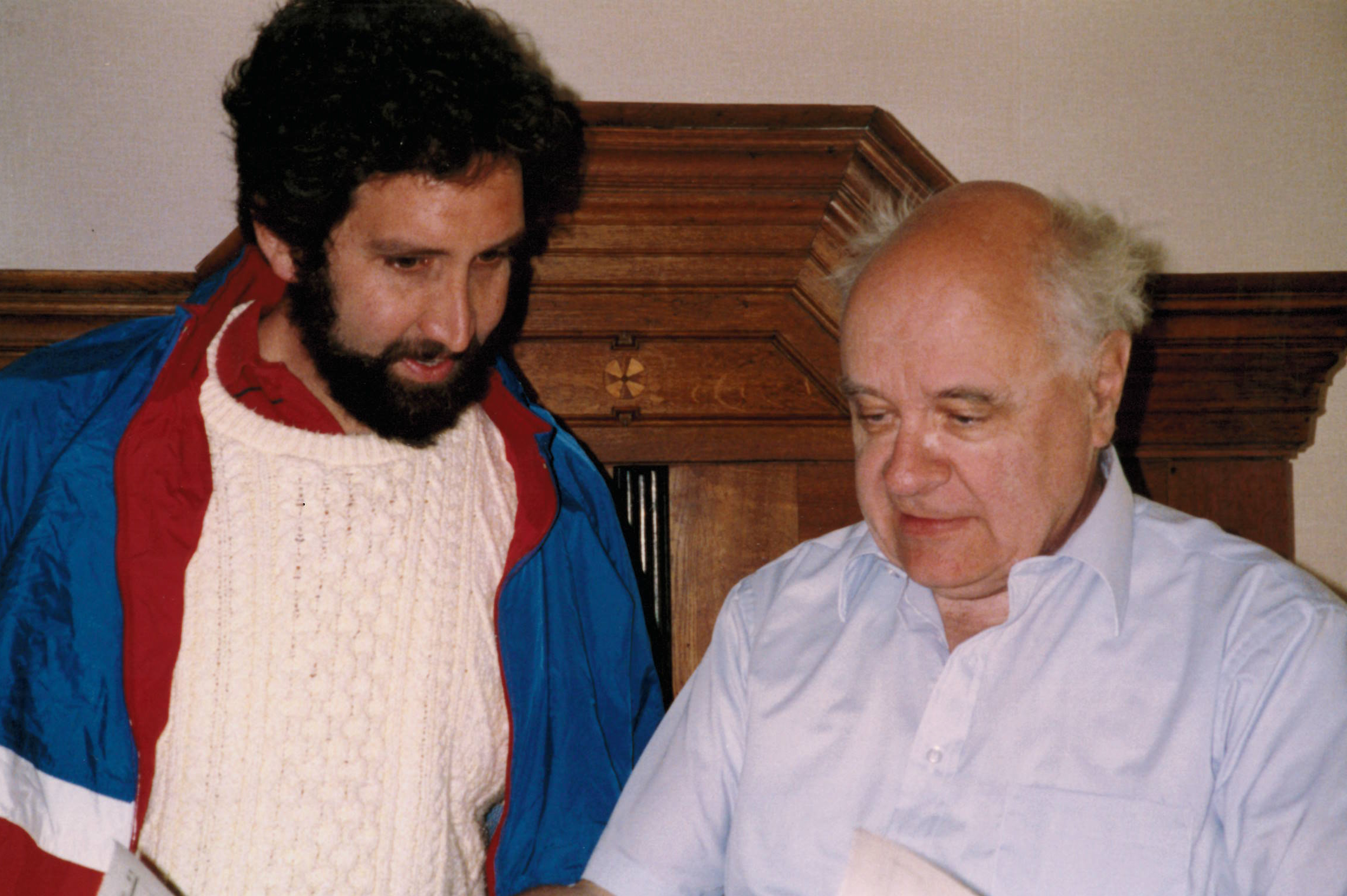
Michael I. Miller och Ulf Grenander (till höger) i Institut Mittag-Lefflers bibliotek på 1990-talet.

Grenanders tidiga forskning gällde statistisk teori och senare bildbehandling och mönsterigenkänning.
Grenander invaldes 1966 som ledamot av Kungliga Vetenskapsakademien och blev 1996 ledamot av National Academy of Sciences. 2005 promoverades han till hedersdoktor vid Kungliga Tekniska högskolan.